# Entlastungssammler Wupper
Der Entlastungssammler Wupper, auch kurz „Wuppersammler“ genannt, ist ein unterirdischer Kanal für Oberflächenwasser bzw. Mischwasser in der bergischen Großstadt Wuppertal in Nordrhein-Westfalen. Es ist das bedeutendste einzelne Tiefbauprojekt in Wuppertal (wenn man berücksichtigt, dass der Ausbau des historischen Kanalnetzes sich über Jahrzehnte erstreckt hat und jeweils nur in Abschnitten erfolgte) und eine der umfangreichsten Kanalbaumaßnahmen der Jahrtausendwende in Nordrhein-Westfalen. Bei der Planung erstreckte sich der veranschlagte Kostenrahmen (es gibt hierüber unterschiedliche Angaben und Quellen) auf zwischen 143 und 175 Millionen Euro.

## Historischer Hintergrund

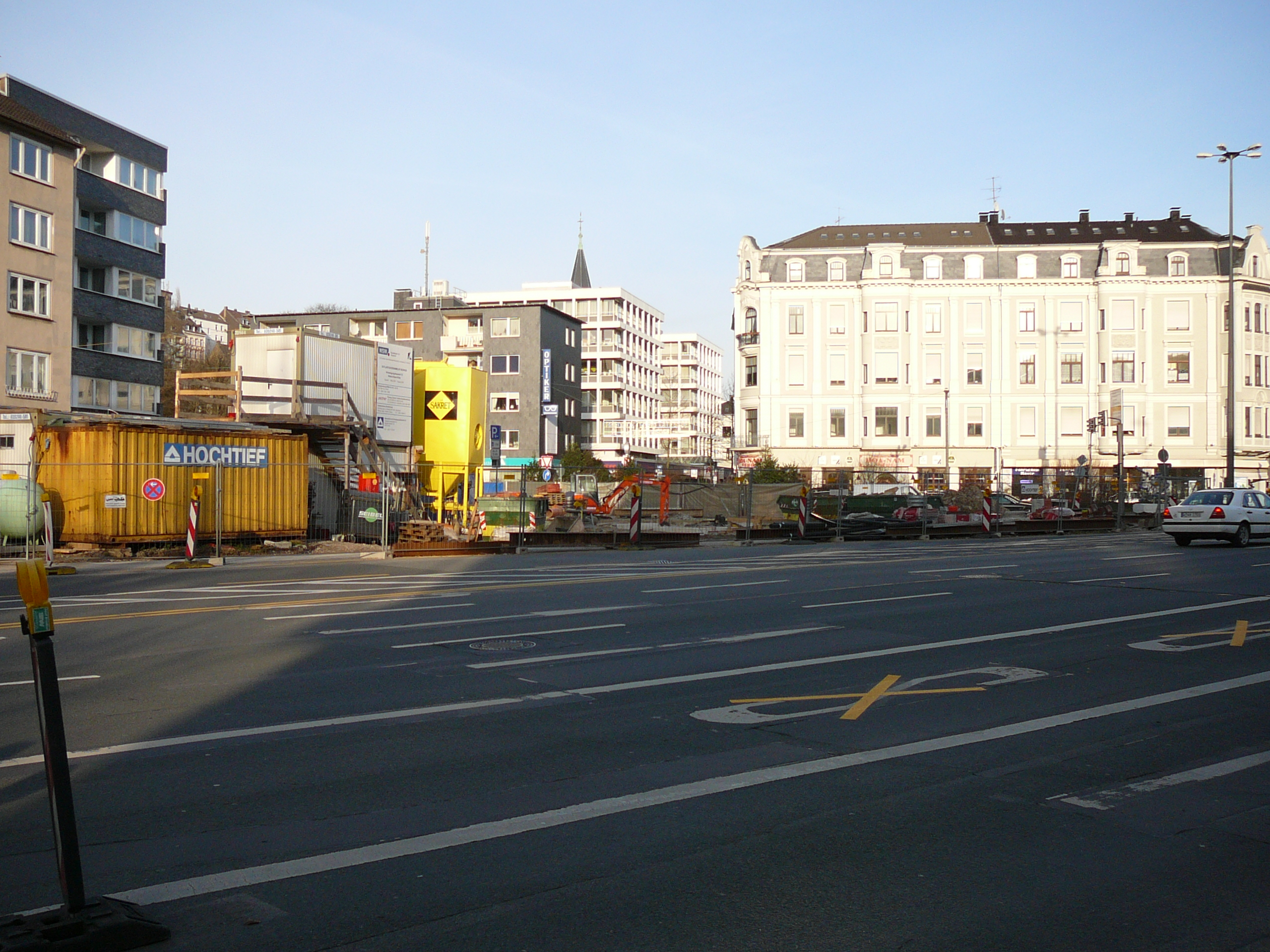
Bau eines Verzweigungsbauwerks am Robert-Daum-Platz (2008)

In den Zeiten der Gründerjahre war das Tal der Wupper eine der prosperierendsten Regionen im Deutschen Reich. Um die Wende zum 20. Jahrhundert hatten die beiden damals noch selbständigen Großstädte Elberfeld und Barmen ein sehr hohes Bevölkerungs- und Industriewachstum zu verzeichnen, das mit einem entsprechenden Anstieg der Abwasserbelastung einherging. So war es unumgänglich, anstelle der Einleitung des Schmutzwassers direkt in die Wupper eine geregelte Abwasserentsorgung zu erstellen. Das wichtigste Bauwerk dieses im Laufe der Jahre immer verzweigter ausgebauten  Abwassersystems war der heute noch bestehende alte Hauptsammler, der das zu reinigende Abwasser aufnahm, um es dem 1906 fertiggestellten „Klärwerk Elberfeld-Barmen“ in Buchenhofen bei der Rutenbeck zuzuführen. Das Oberflächenwasser wurde ungeklärt in die Wupper bzw. in Vorfluter und Bäche geleitet, die überwiegend in der Wupper münden. Noch heute erfolgt die Abwasserentsorgung in Wuppertal überwiegend im Trennsystem.
Der historische Hauptsammler wurde mit einem recht starken Gefälle errichtet. Dies hat jedoch eine hohe Fließgeschwindigkeit zur Folge, die Revisions- und Reparaturarbeiten praktisch unmöglich macht. Daneben geschah es im Vorfeld des Baus des Entlastungssammlers mehrfach, dass mit Schadstoffen kontaminiertes Oberflächenwasser ungeklärt in die Wupper gelangte, z. B. nach Öl- oder Chemieunfällen oder belastetes Löschwasser nach Bränden. In den 1980er Jahren fasste daher der Rat der Stadt Wuppertal den Entschluss zum Bau des Entlastungssammlers, um (eventuell belastetes) Oberflächenwasser aufzunehmen und zu speichern, dieses dosiert an das Klärwerk abzugeben und einer entsprechenden Reinigung zuzuführen. Die Gesamtspeicherkapazität beträgt insgesamt etwa 42.000 m³ Wasser. Eine weitere Aufgabe ist die zumindest vorübergehende Entlastung oder auch Trockenlegung des historischen Hauptsammlers, um hieran dringend erforderliche Revisionsarbeiten durchzuführen. Seit 1997 sind die Wuppertaler Stadtwerke für die Abwasserentsorgung in Wuppertal und somit auch für den Weiterbau des Entlastungssammlers zuständig.

## Bau
Mit dem Bau des Sammlers wurde am 21. Dezember 1990 begonnen. Der Kanal selbst, das eigentliche Kernstück der Baumaßnahme, wurde im November 2001 fertiggestellt. Es waren aber im Umfeld zusätzlich etwa 60 Sonderbauwerke wie z. B. Zulaufkanäle oder Verzweigungsbauwerke zu erstellen, die erst im Juli 2010 fertiggestellt wurden.
Der Kanal beginnt in Barmen etwa in Höhe des Alten Markts und verläuft überwiegend rechts der Wupper (also nördlich) parallel zum Fluss unter der Bundesstraße 7 in einer Tiefe von etwa 10–15 Metern unter dem Straßenniveau und somit auch unter dem Niveau des alten Hauptsammlers. Nach etwa 9,7 Kilometern endet der Entlastungssammler in einem Speicherbecken mit 3800 m³ am Kommunalklärwerk Buchenhofen in Buchenhofen bei Sonnborn.
Der Bau wurde in sechs Lose mit zwölf Vortriebsstrecken unterteilt. Hierzu wurden an mehreren Stellen Gruben bis auf die Sohle des zukünftigen Kanals ausgehoben, in die die Vortriebsmaschinen hinabgelassen werden konnten. Der Vortrieb musste aufgrund des hohen Grundwasserspiegels unter Druckluft erfolgen. Dennoch kam es beim Bau zu unvorhergesehenen Wassereinbrüchen.
Im Februar 2023 begannen die Arbeiten an der Verlängerung des Sammlers bis Oberbarmen. Vom Alten Markt ausgehend sollen In zwei Bauabschnitten insgesamt 1,5 km im Rohrvortrieb gebaut werden. Zu Beginn sollte das Projekt bis Ende 2027 abgeschlossen sein und etwa 14 Millionen Euro kosten.